# Ligne de L'Aubinière à La Suze
La ligne de l'Aubinière à La Suze est une ligne de chemin de fer à voie normale fermée, dans le département de la Sarthe, qui permettait de relier Le Mans à La Flèche. Un projet de conversion en voie verte de l'ensemble de la ligne est en cours de concrétisation en 2024.

## Histoire
La ligne, partie d'un itinéraire « de la limite du département de Maine-et-Loire, dans la direction de Baugé, au Mans, par La Flèche, Malicorne et La Suze » est concédée par une convention signée le 21 avril 1872 entre le conseil général de la Sarthe et la Compagnie du chemin de fer de Paris à Orléans. Cette ligne est déclarée d'utilité publique, à titre d'intérêt local, par un décret le 11 avril 1874.
La ligne est incorporée dans le réseau d'intérêt général par une loi le 16 juillet 1900.
La fermeture au service voyageurs de la ligne de l'Aubinière à La Suze est prononcée en date du 6 avril 1970.
Un projet de transformation en voie verte est envisagée, les études étant votées en 2023. Le projet prévoit le défrichage fin 2023 avec la dépose des rails et traverses. La livraison est envisagée pour fin 2024 ou début 2025.

## Description
La ligne de l'Aubinière à La Suze se raccorde au lieu-dit l'Aubinière (Verron) à la ligne d'Aubigné-Racan à Sablé, à quelques kilomètres au nord-ouest de la gare de La Flèche.